# Лесной Черь
Лесной Черь — река в России, течёт по территории Усть-Куломского района Республики Коми. Устье реки находится в 16 км по правому берегу реки Черь-Вычегодская на высоте 137 м над уровнем моря. Длина реки составляет 52 км.

## Данные водного реестра
По данным государственного водного реестра России относится к Двинско-Печорскому бассейновому округу, водохозяйственный участок реки — Вычегда от истока до города Сыктывкар, речной подбассейн реки — Вычегда. Речной бассейн реки — Северная Двина.
Код объекта в государственном водном реестре — 03020200112103000013773.